# Guido De Filip
Guido De Filip, italijanski veslač, * 21. september 1904, † 21. september 1968.
De Filip je za Italijo nastopil na Poletnih olimpijskih igrah 1920, kjer je bil krmar dvojca s krmarjem, ki je osvojil zlato medaljo.